# Henri Bertini

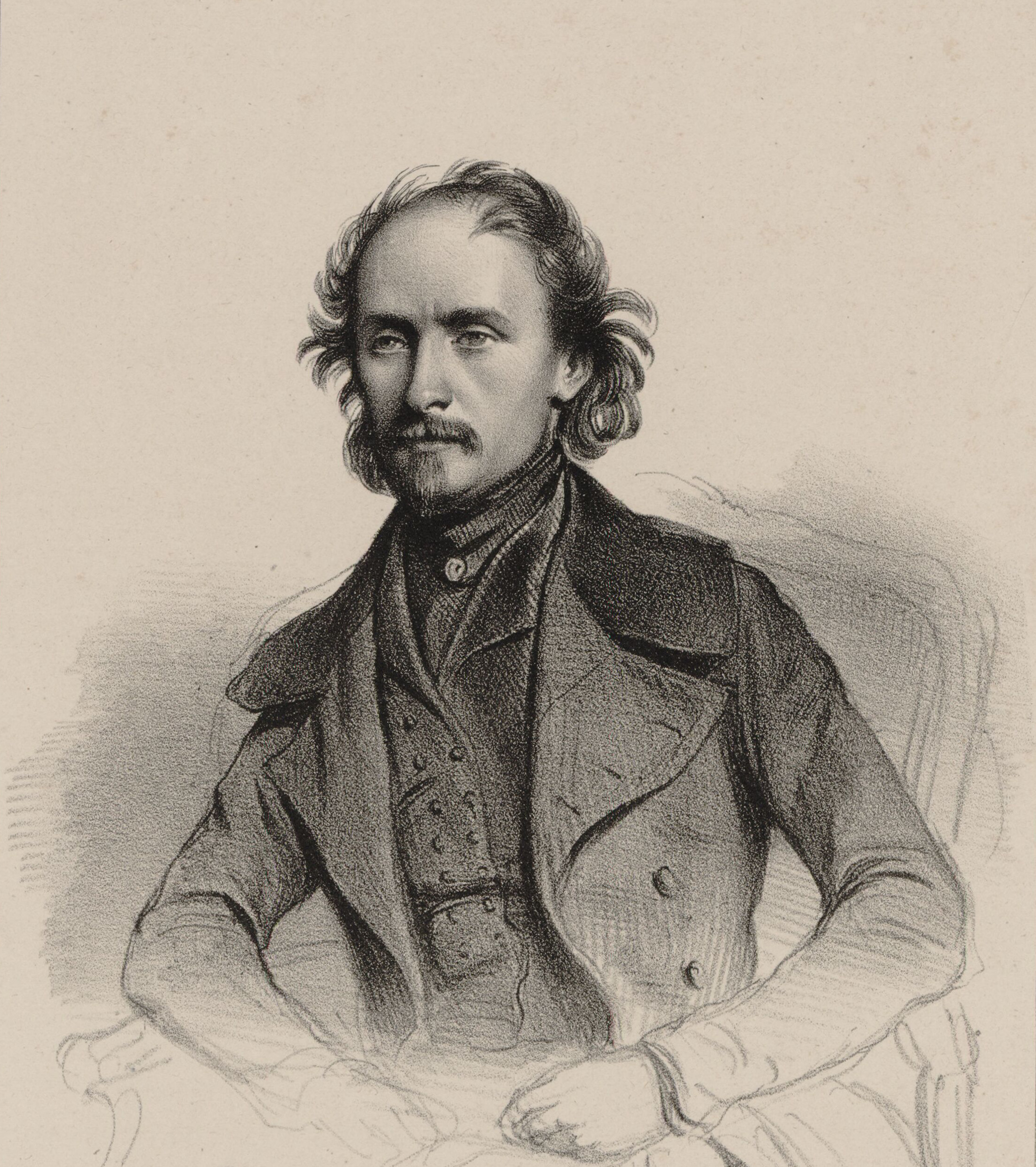
Henri Bertini

Henri-Jérôme Bertini (* 28. Oktober 1798 in London; † 30. September 1876 in Meylan bei Grenoble) war ein französischer Pianist und Komponist.

## Leben
Henri-Jérôme Bertini wurde als Sohn französischer Eltern in London geboren, diese zogen sechs Monate nach seiner Geburt wieder nach Paris zurück. Den ersten Musikunterricht erhielt er von seinem Vater und dessen Bruder, einem Schüler von Muzio Clementi. Bertini galt als Wunderkind und sein Vater unternahm mit ihm, als er 12 Jahre alt war, ausgedehnte Konzertreisen durch England, Belgien, Deutschland und die Niederlande.

## Werke
Bertini komponierte rund 500 Etüden, deren Schwierigkeitsgrad von Stücken für Anfänger bis hin zu Konzertetüden reicht. Außerdem schrieb er Kammermusik, darunter 1835 das von Berlioz gelobte Nonett op. 107 für Flöte, Oboe, Fagott, Horn, Trompete, Viola, Cello, Kontrabass und Klavier.

### Etüden
- Études faciles composées expressément pour les petites mains
  - opus 100
  - opus 137
  - opus 166

- Introduction à celles de Cramer
  - opus 29
  - opus 32

- Études mélodiques
  - opus 86 sur les romances de Antoine Romagnési
  - opus 141 précédées chacune d'un prélude en deux suites. No. 1
  - opus 142 précédées chacune d'un prélude en deux suites. No. 2

- Introduction aux Études caractéristiques de l'opus 66
  - opus 134

- Études caractéristiques
  - opus 66

- Études caprices ou Complément aux Études caractéristiques
  - opus 94

- Grandes Études artistiques de première force
  - opus 122

- Etuden für vier Hände
  - opus 160 L'Art de la mesure pour les petites mains à quatre mains
  - opus 149 Études très facile à quatre mains
  - opus 150 Études très facile à quatre mains
  - opus 97 Études musicales à quatre mains pour le piano
  - opus 135 Études musicales à quatre mains pour le piano
  - WoO Frère et soeur. Quatre petits Duos pour le piano à quatre mains composés pour Henri et Isabelle.
  - WoO Mère et fille. Quatre petits Duos pour le piano à quatre mains suite à Frère et soeur.

- Als Ergänzung in einer Reihe erschienen.
  - opus 175 Études préparatoires
  - opus 176 Études intermédiares
  - opus 177 Études spéciales de la vélocité, du trille et de la main gauche
  - opus 178 Études normales et classiques
  - opus 179 Études suite de l'opus 150 à quatre mains pour le piano

### Klavierschulen
- Méthode pratique pour le piano forte rédigée d'après le mode d'enseignement indiqué par J. Jacotet et composée de morceaux choisis, Paris: Schonenberger 1840
- Méthode élémentaire et facile de piano
- Méthode complète et progressive de piano